# Гоголево (Локнянский район)
Гоголево — деревня в Локнянском районе Псковской области России. 
Входит в состав Подберезинской волости.
Расположена  на правом берегу реки Хлавица, в 39 км к северо-востоку от райцентра Локня.
| 2001 | 2002 | 2010 |
| ---- | ---- | ---- |
| 290  | ↘212 | ↘154 |

Численность населения деревни составляла 290 жителей в 2000 году, 206 жителей в 2011 году.